# Agim Hushi
Agim Hushi (ur. 1 maja 1967 w Kavajë) – australijski śpiewak operowy (tenor), pochodzenia albańskiego.

## Życiorys
Ukończył studia filologiczne na Uniwersytecie Tirańskim, a następnie odbył studia wokalne w Akademii Sztuk w Tiranie. Ukończył je w 1991, a następnie kontynuował studia w Akademii Muzycznej Franza Liszta w Budapeszcie.
W 1991 rozpoczął pracę w Teatrze Opery i Baletu w Tiranie. Jako solista występował w przedstawieniach Toski, Rycerskości wieśniaczej i Il Trovatore. W 1995 przeszedł do Węgierskiej Opery Państwowej, gdzie śpiewał partie wokalne w operach: Manon Lescaut, Turandot, Il Tabarro oraz Il Lombardi.
W 1997 otrzymał zaproszenie od Południowoaustralijskiej Opery Państwowej w Adelajdzie do zaśpiewania partii Des Grieux w operze Manon Lescaut Pucciniego. Wystąpił na scenie wspólnie z rumuńską sopranistką Laurą Niculescu i osiągnął sukces, który zapoczątkował jego współpracę z operą australijską. W Adelajdzie założył szkołę śpiewu.
W 2010 nagrał płytę Il Bel Sogno, wspólnie z albańską sopranistką Invą Mulą (płytę wydało EMI). W październiku 2012 nagrał swoją pierwszą samodzielną płytę Amore Grande, wspólnie z New Europe Symphonic Orchestra. Płyta ukazała się nakładem wydawnictwa Deutsche Gramophon.
Posiada obywatelstwo australijskie. W 2014 zakończył karierę sceniczną. Przez kilka lat mieszkał w Wiedniu i kierował wydziałem opery w Konserwatorium Wiedeńskim. Był także doradcą ministra kultury Kambodży. W 2017 przyjechał do Albanii, ale zdegustowany jakością życia politycznego w tym kraju zapowiedział, że czuje się obywatelem Australii i nigdy już nie powróci do kraju swojego pochodzenia.

## Nagrody i wyróżnienia
- 1999: Nagroda australijskiej Jane Potter Foundation za wysokiej klasy profesjonalizm w wykonywaniu partii wokalnych w spektaklach operowych.
- 2000: Nagroda Emerging Artist of the Year 2000, przyznana przez premiera rządu australijskiego.
- 2005; Złoty Medal ONZ wręczony przez ambasadora ONZ w Albanii, Waheeda Waheedullaha.
- 2012: Honorowe obywatelstwo miasta Kavajë.